# Ilija Vukotić
Ilija Vukotić (in serbo Илија Вукотић?; Cettigne, 7 gennaio 1999) è un calciatore montenegrino, centrocampista svincolato.

## Caratteristiche tecniche
È una mezzala, ma può essere impiegato anche da mediano.

## Carriera

### Club
Cresciuto nel settore giovanile del Grbalj, debutta in prima squadra il 21 marzo 2015 in occasione dell'incontro di Prva crnogorska fudbalska liga vinto 2-1 contro il Berane; nel luglio 2017 viene acquistato dal Vitória Setúbal ma un solo mese più tardi si trasferisce al Benfica, che lo aggrega alla propria squadra B.
Il 17 agosto 2021 viene prestato al Boavista per tutta la durata della stagione.

### Nazionale
Nel novembre del 2021 riceve la sua prima convocazione in nazionale maggiore, con cui esordisce il 13 del mese stesso in occasione del pareggio in rimonta da 0-2 a 2-2 contro i Paesi Bassi, segnando il primo gol dei montenegrini.

## Statistiche

### Presenze e reti nei club
Statistiche aggiornate al 31 luglio 2021.
| Stagione        | Squadra         | Campionato      | Campionato | Campionato | Coppe nazionali | Coppe nazionali | Coppe nazionali | Coppe continentali | Coppe continentali | Coppe continentali | Altre coppe | Altre coppe | Altre coppe | Totale | Totale |
| Stagione        | Squadra         | Comp            | Pres       | Reti       | Comp            | Pres            | Reti            | Comp               | Pres               | Reti               | Comp        | Pres        | Reti        | Pres   | Reti   |
| --------------- | --------------- | --------------- | ---------- | ---------- | --------------- | --------------- | --------------- | ------------------ | ------------------ | ------------------ | ----------- | ----------- | ----------- | ------ | ------ |
| 2014-2015       | Grbalj          | 1L              | 2          | 1          | CM              | 0               | 0               |                    | -                  | -                  |             | -           | -           | 2      | 1      |
| 2015-2016       | Grbalj          | 1L              | 5          | 0          | CM              | 0               | 0               |                    | -                  | -                  |             | -           | -           | 5      | 0      |
| 2016-2017       | Grbalj          | 1L              | 8          | 0          | CM              | 2               | 0               |                    | -                  | -                  |             | -           | -           | 10     | 0      |
| 2017-2018       | Benfica B       | LdH             | 1          | 0          |                 | -               | -               |                    | -                  | -                  |             | -           | -           | 1      | 0      |
| 2018-2019       | Benfica B       | LdH             | 7          | 0          |                 | -               | -               |                    | -                  | -                  |             | -           | -           | 7      | 0      |
| 2019-2020       | Benfica B       | LdH             | 18         | 0          |                 | -               | -               |                    | -                  | -                  |             | -           | -           | 18     | 0      |
| 2020-2021       | Benfica B       | LdH             | 24         | 3          |                 | -               | -               |                    | -                  | -                  |             | -           | -           | 24     | 3      |
| 2021-2022       | Benfica B       | LdH             | 2          | 1          |                 | -               | -               |                    | -                  | -                  |             | -           | -           | 2      | 1      |
| 2021-2022       | Boavista        | PL              | 4          | 0          | CP+CdL          | 0               | 0               |                    | -                  | -                  |             | -           | -           | 4      | 0      |
| Totale carriera | Totale carriera | Totale carriera | 70         | 5          |                 | 2               | 0               |                    | -                  | -                  |             | -           | -           | 72     | 5      |